# Sydney Carter
Sydney Carter (Dallas, 18 novembre 1990) è un'ex cestista statunitense, professionista nella WNBA.

## Carriera
È stata selezionata dalle Chicago Sky al terzo giro del Draft WNBA 2012 (27ª scelta assoluta).

## Palmarès
- Campionessa NCAA (2011)